# Ziua Reformei

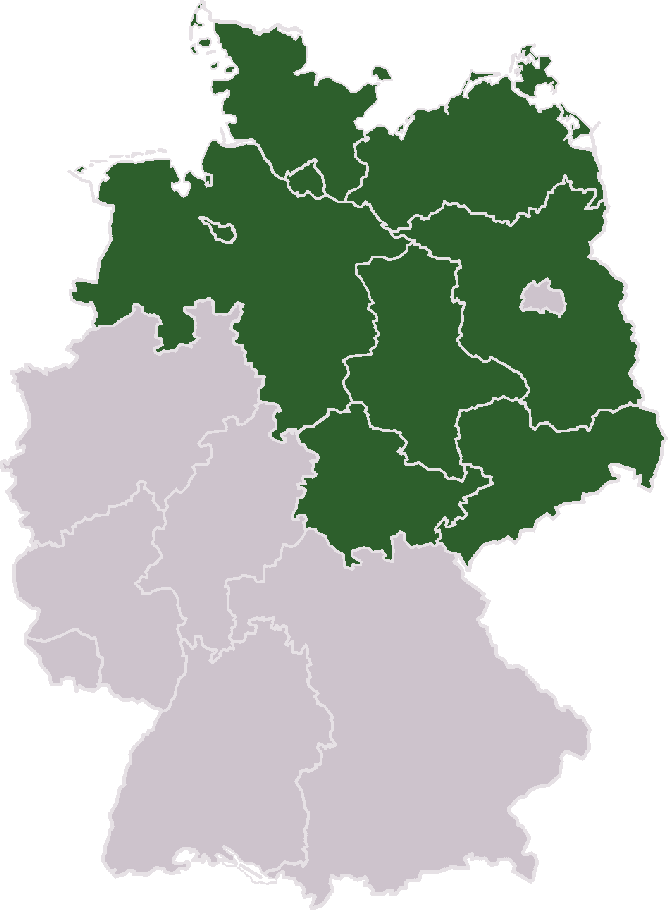
Landurile federale germane în care Ziua Reformei este zi nelucrătoare (marcate cu verde): Brandenburg, Mecklenburg-Pomerania Inferioară, Saxonia, Saxonia-Anhalt și Thuringia (tradițional), precum și Bremen, Hamburg, Saxonia Inferioară și Schleswig-Holstein (din 2018).

Ziua Reformei (în germană Reformationstag) este o sărbătoare publică ținută pe 31 octombrie, în amintirea începutului Reformei Protestante în anul 1517. Ziua Reformei este sărbătorită în mod special de credincioșii luterani și de comunitățile reformate din Germania. Este de asemenea sărbătoare publică în Slovenia, deoarece ce Reforma a contribuit profund la dezvoltarea culturală a țării, deși slovenii sunt în majoritate romano-catolici. Din 2008 este sărbătoare națională și în Chile.

## Istorie

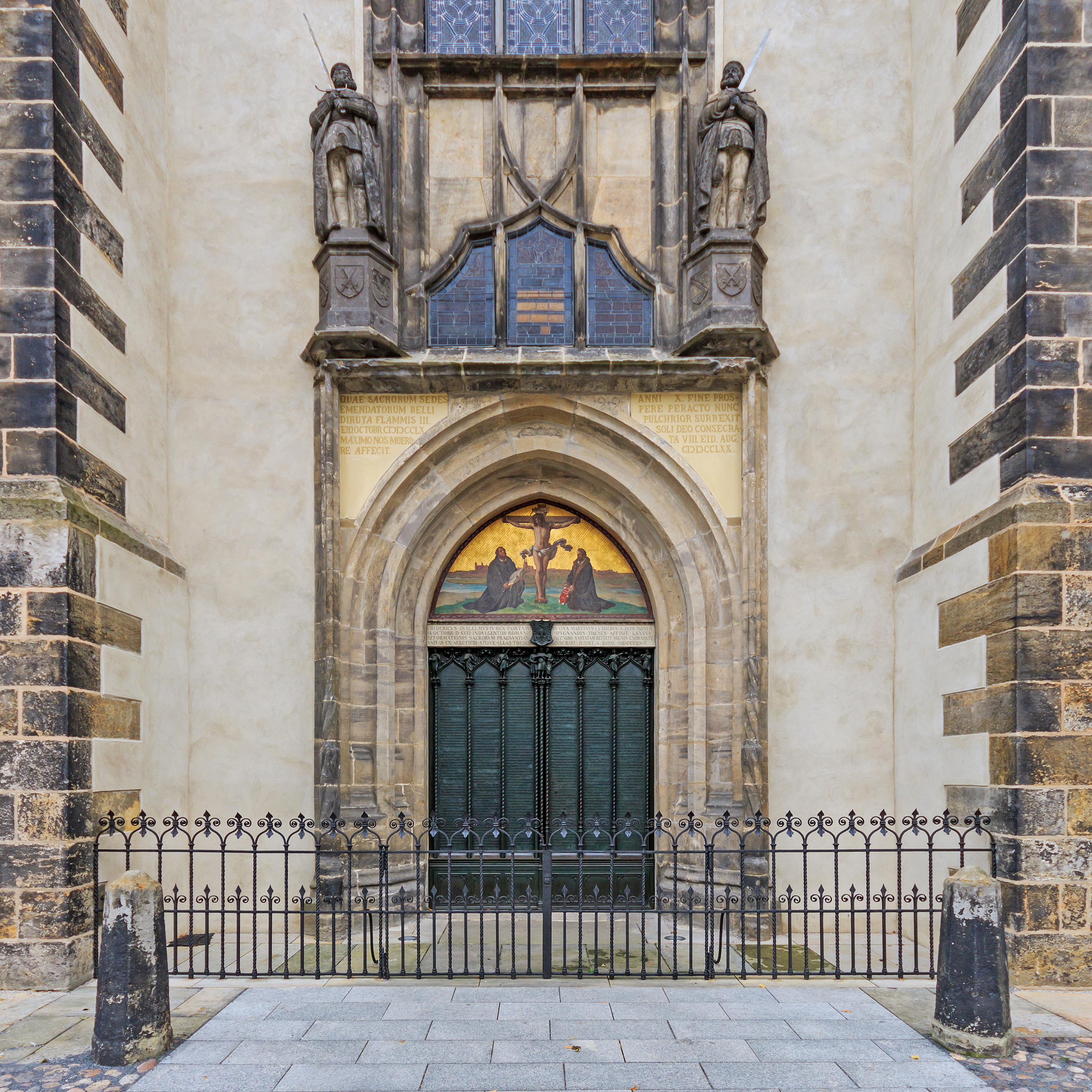
Ușa bisericii castelului pe care se spune că Luther ar fi afișat cele 95 de Teze ale sale, scînteia Reformei.

În ziua de 31 octombrie 1517 Martin Luther a afișat o propunere pe ușa bisericii în Wittenberg, pentru a dezbate doctrina și practica indulgențelor. Această propunere este numită frecvent ca Cele 95 de Teze, pe care el le-ar fi bătut în cuie pe ușile bisericii castelului. Acest gest însă nu a fost un act de sfidare sau provocare cum se crede uneori. De vreme ce biserica din castel era expusă traficului principal din Wittenberg, ușa bisericii funcționa ca și afișier public și, în consecință, era locul pentru afișat anunțuri importante. De asemenea, Tezele au fost scrise în latină, limba folosită de Biserică și administrație, și nu în limba națională. Chiar și așa, evenimentul a stârnit o controversă între Luther și teologii de partea Papei în privința multor practici și doctrine. Când Luther și susținătorii lui au fost excomunicați în 1520, s-a format Lutheranismul. Aceasta avea să deschidă ulterior calea către formarea tradițiilor Reformate și Anabaptiste.

## Biserica Lutherană
În cadrul Bisericii Lutherane, Ziua Reformei este considerată o sărbătoare mai neînsemnată, iar denumirea oficială este Festivalul Reformei. Pînă în secolul XX, cele mai multe biserici Lutherane sărbătoreau Ziua Reformei în 31 Octombrie, indiferent de ziua săptămînii în care se întîmpla să fie. Astăzi, cele mai multe biserici Lutherane au modificat data festivalului, astfel încît să fie în Duminica (numită Duminica Reformei) în sau înainte de 31 Octombrie  și au mutat Ziua Tuturor Sfinților în Duminica din sau după 1 Noiembrie.
Culoarea liturgică a zilei este roșul, care reprezintă pe Duhul Sfînt și pe martirii Bisericii Creștine. Imnul lui Luther, Cetate tare-i Dumnezeu  este cîntat în mod tradițional în această zi. În mod obișnuit, Lutheranii stau în picioare în timpul imnului, în memoria folosirii imnului în războaiele religioase ale secolului al XVI-lea. De asemenea, este tradiție ca în unele școli Lutherane, copiii sa aibă scenete cu Ziua Reformei sau spectacole în care să joace scene din viața lui Martin Luther. Faptul că Ziua Reformei coincide cu Halloween ar putea să nu fie pură coincidență. Halloween, fiind ajunul Zilei Tuturor Sfinților, ar fi putut fi o zi excelentă pentru Luther ca să-și afișeze cele 95 de Teze împotriva indulgențelor, de vreme ce biserica din castel avea să fie deschisă în Ziua Tuturor Sfinților tocmai pentru ca oamenii să vadă o mare colecție de moaște. Vederea acestor moaște ar fi promis o micșorare a timpului petrecut în purgatoriu, similar cu cel al cumpărarii unei indulgențe. Luther a fost perspicace în alegerea zilei de 31 octombrie pentru afișarea Tezelor sale.

## Media
- de  Ein feste Burg (Cetate tare-I Dumnezeu)